# Yonah Records
Yonah Records (LC 14220) ist ein Soester Metal-Independent-Label. Es wurde 2005 von Dirk Kramm gegründet.
Kramm verfolgte die Idee der Gründung eines Plattenlabels „als Sprungbrett und Talentschmiede“ für Underground-Bands seit Anfang 2004, ein Jahr später gründete er Yonah Records. Bewerben können sich beim Label Bands durch Zusendung von Demo-CDs mit mindestens vier aussagekräftigen Titeln und beiliegender Kurzbiografie. Das Label veranstaltet auch Festivals. Es ist Partner des Rock- und Metal-Online-Magazins HardHarderHeavy. Der No23 Recorder verwendet unter anderem Sounds von Yonah Records.
Dirk Kramm war 2007 auch als Director of Finance & Administration der Sony/ATV Music Publishing tätig.

## Bands (Auswahl)
- Eradicator
- Evenless
- Exposed to Noise
- Face Down Hero
- Horrizon
- Layment
- Orden Ogan
- Path of Golconda
- Stigmatized (zwischendurch bei Remission Records)
- Versus Sunrise
- Warfield Within